# Лабучево
Лабучево (алб. Llapçevë) је насеље у општини Ораховац на Косову и Метохији. Атар насеља се налази на територији катастарске општине Лабучево површине 772 ha. По законима косовских прелазних власти село је у саставу општине Малишево. Село се под именом Лабићево село први пут помиње почетком 14. века, у повељи српског краља Стефана Милутина манастиру Хиландаруу на Светој гори. У близини села, у клисури изнад слапова реке Мируше, налазе се две пећине испоснице, са остацима црквица које су биле у њима.

## Демографија
Насеље има албанску етничку већину.
Број становника на пописима:
- попис становништва 1948. године: 301
- попис становништва 1953. године: 353
- попис становништва 1961. године: 416
- попис становништва 1971. године: 498
- попис становништва 1981. године: 649
- попис становништва 1991. године: 850